# Hornimans
Hornimans es una marca  de té actualmente propiedad de Douwe Egberts. La empresa original de comercio y distribución de té mezclado Horniman's Tea Company fue fundada en 1826 en Newport, isla de Wight, por el comerciante John Horniman. En 1852 la compañía se trasladó a Londres para estar más cerca de los almacenes de los grandes muelles londinenses, entonces el mayor puerto de comercio del té del mundo. Hasta 1826, solo se vendían tés de hoja suelta, permitiendo que comerciantes inescrupulosos aumentaran su ganancia añadiendo otros elementos como recortes de setos o polvo. Horniman revolucionó el comercio de té al utilizar dispositivos mecánicos para acelerar el proceso de llenar paquetes presellados, reduciendo así su coste de producción y mejorando la calidad para el cliente final. Esto causó cierta consternación entre sus competidores, pero para 1891 Horniman era el mayor negocio de té en el mundo. Friedrich Nietzsche menciona en su correspondencia privada que era su té favorito.

## Adquisiciones de la compañía
En los años 1870, el negocio fue asumido por su hijo Frederick John Horniman (1835-1906), quién posteriormente invirtió gran parte de su fortuna en fines sociales. Coleccionista ávido desde su niñez de arte y curiosidades,  viajó extensamente, y fundó y construyó el Museo Horniman en Forest Hill, South London, para albergar sus diversas colecciones. Hoy el museo alberga unos 350.000 elementos, de los cuales el 10% proviene de la donación original de Frederick.
Después de la Primera Guerra Mundial, en 1918 el hijo de Frederick, Emslie Horniman vendió la empresa a J. Lyons & Co., quién trasladó la producción a su nueva fábrica en Greenford, Middlesex, en julio de 1921. La distribución en Estados Unidos terminó en 1993. Sin embargo, Hornimans sigue siendo una marca popular de té e infusiones en España y en Uruguay.